# Badminton-Weltmeisterschaft der Gehörlosen 2019
Die Badminton-Weltmeisterschaft der Gehörlosen 2019 fand vom 11. bis zum 22. Juli 2019 in Taipeh statt. 

## Sieger und Platzierte
| Disziplin    | Gold                             | Silber                                 | Bronze                               |
| ------------ | -------------------------------- | -------------------------------------- | ------------------------------------ |
| Herreneinzel | Shokhzod Gulomzoda               | Siriwat Mattayanumat                   | Lau Chun Hei                         |
| Herreneinzel | Shokhzod Gulomzoda               | Siriwat Mattayanumat                   | Dmitry Rumyantsev                    |
| Dameneinzel  | Shen Yan-ru                      | Katrin Neudolt                         | Fan Jung-yu                          |
| Dameneinzel  | Shen Yan-ru                      | Katrin Neudolt                         | Boon Wei Ying                        |
| Herrendoppel | Mikhail Efremov Artemy Karpov    | Siriwat Mattayanumat Ittikon Punyangam | Masaaki Numakura Ayumu Ohta          |
| Herrendoppel | Mikhail Efremov Artemy Karpov    | Siriwat Mattayanumat Ittikon Punyangam | Shokhzod Gulomzoda Dmitry Rumyantsev |
| Damendoppel  | Fan Jung-yu Shen Yan-ru          | Karina Khakimova Elena Tiurina         | Manami Nagahara Chihiro Numakura     |
| Damendoppel  | Fan Jung-yu Shen Yan-ru          | Karina Khakimova Elena Tiurina         | Mai Kamata Ayaka Yakabe              |
| Mixed        | Shokhzod Gulomzoda Elena Tiurina | Dmitry Rumyantsev Karina Khakimova     | Chen Chung-i Fan Jung-yu             |
| Mixed        | Shokhzod Gulomzoda Elena Tiurina | Dmitry Rumyantsev Karina Khakimova     | Abhinav Sharma Jerlin Jayaratchagan  |